# فولفجانج كيترلي
فولفجانج كيترلي (بالألمانية: Wolfgang Ketterle) هو عالم فيزيائي ألماني حاز على جائزة نوبل للفيزياء عام 2001 بالمشاركة مع كارل ويمان وإيريك ألين كورنيل عن تحقيق تكثيف بوز-أينشتاين .
ولد كيترلي في 21 أكتوبر 1957 وتركزت بحوثه على ابتكار مصيدة للذرات وتبريدها بواسطة الليزر إلى درجة حرارة قريبة من الصفر المطلق. وقد أدت تلك الأبحاث إلى تحقيق تكثيف بوز-أينشتاين Bose-Einstien condensate في تلك الأنظمة للذرات عام 1995.
حصل كيترلي أيضًا على وسام بنجامين فرنكلن في مجال الفيزياء سنة 2000.

## روابط خارجية
- فولفجانج كيترلي على موقع الموسوعة البريطانية (الإنجليزية)
- فولفجانج كيترلي على موقع مونزينجر (الألمانية)
- فولفجانج كيترلي على موقع إن إن دي بي (الإنجليزية)